# Hiroshi Nishihara

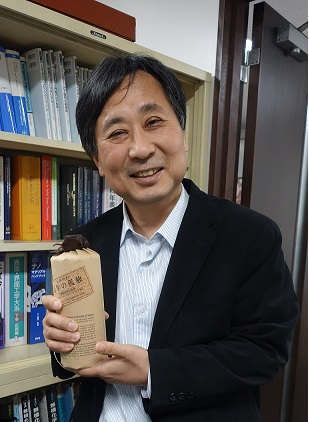
Hiroshi Nishihara zu seinem 60. Geburtstag (2015)

Hiroshi Nishihara (jap. 西原 寛, Nishihara Hiroshi; geb. 21. März 1955) ist ein japanischer Chemiker und Professor für Chemie an der Universität Tokio. Er ist Leiter des Labors für anorganische Chemie und ist bekannt für seine Forschung zur Synthese und Elektrochemie von leitenden Koordinationspolymeren.
Er beschäftigt sich mit der Entwicklung neuer elektro- und fotofunktionaler Materialien auf Basis von Übergangsmetallen und kettenartigen π-Systemen sowie mit Elektronentransfersystemen unter Ausnutzung molekularer Grenzflächen. Seine Forschungsgebiete umfassen Koordinationschemie, Organometallchemie, Elektrochemie, Photochemie und Nanomaterialien. Nishihara ist zurzeit der Vizepräsident der Electrochemical Society of Japan und der japanische Vertreter der International Society of Electrochemistry (ISE).

## Ausbildung und wissenschaftliche Karriere
- 1977 B.Sc. (Chemie), Universität Tokio
- 1982 M.Sc. (Chemie), Universität Tokio (bei Yukiyoshi Sasaki)
- 1982–1990 wissenschaftlicher Mitarbeiter, Faculty of Science and Technology, Keiō-Universität (bei Kunitsugu Aramaki)
- 1987–1989 Forschungsaufenthalt, University of North Carolina at Chapel Hill (bei Royce W. Murray)
- 1990 Dozent, Faculty of Science and Technology, Keiō-Universität
- 1992 außerordentlicher Professor, Faculty of Science and Technology, Keiō-Universität (Interface Chemistry)
- 1993–1996 Wissenschaftler, PRESTO, Japan Science and Technology Agency (Research Supervisor: K. Honda)
- 1996–heute Professor, Department of Chemistry, School of Science, Universität Tokio (anorganische Chemie)

## Ehrungen und Mitgliedschaften
- 1994 Young Scholar Lectureship, Chemical Society of Japan
- 2003 The Chemical Society of Japan Award for Creative Work in 2002
- 2005 Gastdozentur an der Universität Bordeaux I
- 2009 Professur von der Universität Straßburg
- 2011 Docteur Honoris Causa an der Universität Bordeaux I
- 2012 Lehrauftrag im Rahmen der "Distinguished Lecture Series" an der Hong Kong Baptist University.
- 2014 Mitgliedschaft in der Royal Society of Chemistry
- 2014 Ministry of Education, Culture, Sports, Science and Technology (MEXT) Award for Science and Technology 2014

## Veröffentlichungen (Auswahl)
- M. Kurihara, H. Nishihara: Azo- and quinone-conjugated redox complexes—photo- and proton-coupled intramolecular reactions based on d–π interaction. In: Coordination Chemistry Reviews. 226, 2002, S. 125, doi:10.1016/S0010-8545(01)00421-0.
- H. Nishihara: Combination of redox- and photochemistry of azo-conjugated metal complexes. In: Coordination Chemistry Reviews. 249, 2005, S. 1468, doi:10.1016/j.ccr.2004.11.009.
- H. Nishihara, K. Kanaizuka, Y. Nishimori, Y Yamanoi: Construction of redox- and photo-functional molecular systems on electrode surface for application to molecular devices. In: Coordination Chemistry Reviews. 251, 2007, S. 2674, doi:10.1016/j.ccr.2007.04.002.
- S. I. Allakhverdiev, V. D. Kreslavski, V. Thavasi, S. K. Zharmukhamedov, V. V. Klimov, T. Nagata, H. Nishihara, S. Ramakrishna: Hydrogen photoproduction by use of photosynthetic organisms and biomimetic systems. In: Photochemical & photobiological sciences : Official journal of the European Photochemistry Association and the European Society for Photobiology. Band 8, Nummer 2, Februar 2009, ISSN 1474-905X, S. 148–156, doi:10.1039/b814932a, PMID 19247505 (Review).
- Ryota Sakamoto, Koya Prabhakara Rao, Hiroshi Nishihara: Arylethynylanthraquinone and Bis(arylethynyl)anthraquinone: Strong Donor–Acceptor Interaction and Proton-induced Cyclization to Form Pyrylium and Dipyrylium Salts. In: Chemistry Letters. 40, 2011, S. 1316, doi:10.1246/cl.2011.1316.
- Ryota Sakamoto, Shunsuke Katagiri, Hiroaki Maeda, Hiroshi Nishihara: Bis(terpyridine) metal complex wires: Excellent long-range electron transfer ability and controllable intrawire redox conduction on silicon electrode. In: Coordination Chemistry Reviews. 257, 2013, S. 1493, doi:10.1016/j.ccr.2012.08.025.
- Hiroshi Nishihara: Coordination Programming: A New Concept for the Creation of Multifunctional Molecular Systems. In: Chemistry Letters. 43, 2014, S. 388, doi:10.1246/cl.140010.
- Ryota Sakamoto, Kuo-Hui Wu, Ryota Matsuoka, Hiroaki Maeda, Hiroshi Nishihara: π-Conjugated bis(terpyridine)metal complex molecular wires. In: Chem. Soc. Rev.. 2015, doi:10.1039/C5CS00081E.
- Dirk M. Guldi, Hiroshi Nishihara, Latha Venkataraman: Molecular wires. In: Chem. Soc. Rev.. 44, 2015, S. 842, doi:10.1039/C5CS90010G.